# Sergliflozin etabonate
Sergliflozin etabonate (INN/USAN, có tên mã là GW869682X) là một loại thuốc chống tiểu đường điều tra đang được GlaxoSmithKline phát triển. Nó đã không trải qua sự phát triển hơn nữa sau giai đoạn II.

## Phương thức hành động
Sergliflozin ức chế phân nhóm 2 của protein vận chuyển natri-glucose (SGLT2), chịu trách nhiệm cho ít nhất 90% sự tái hấp thu glucose ở thận. Chặn phương tiện vận chuyển này khiến đường huyết bị đào thải qua nước tiểu.

## Hóa học
Etabonate dùng để chỉ nhóm ethyl carbonate. Cấu trúc còn lại, là hoạt chất, được gọi là sergliflozin. 

Sergliflozin